# Jatiroto (Sumber Baru)
Jatiroto is een bestuurslaag in het regentschap Jember van de provincie Oost-Java, Indonesië. Jatiroto telt 9454 inwoners (volkstelling 2010).

Dicht bij het treinstation is de suikerfabriek van Jatiroto. Dit is een van de weinige waarvandaan smalspoor treinen nog steeds de velden in gaan. Dit (ingekrompen) netwerk sluit aan op het eveneens ingekrompen netwerk van de suikerfabriek van Semboro. Het komt af en toe nog voor dat van de ene naar de andere fabriek gereden wordt. 